# 교부

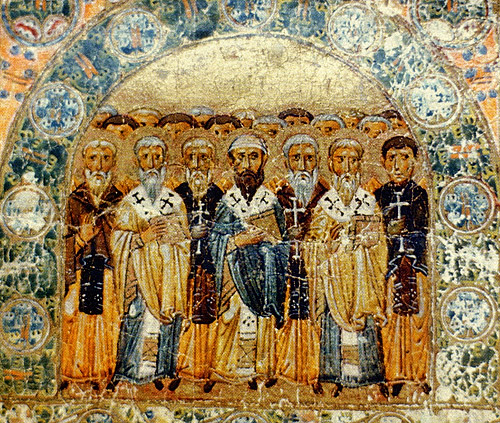

교부(敎父, 영어: Church Fathers, Early Church Fathers, Christian Fathers, Fathers of the Church)는 2세기 이후부터 기독교 신학의 주춧돌을 놓은 이들을 일컫는다. 교부라는 호칭은 후대에 붙인 경칭이며, 이들에 관련된 신학을 기독교에선 교부학, 교부신학이라고 부른다. 종교철학에서는 교부철학으로 나누어 연구하고 있다. 교부는 2세기에서 8세기에 걸쳐 기독교의 이론을 확립하고 또한 이단과의 열띤 논쟁을 벌여 사도전승을 바탕으로 한 보편교회 신학과 교리를 수호하는 데 앞장섰다.

## 교부의 자격과 구분
신학을 연구하였다고 하여서 아무나 교부로 받들어지지 않는다. 교부로 인정 받기 위해서는 다음과 몇몇 조건을 충족시켜야만 한다.
- 전래의 교회에(antiquitas ecclesiae) 관하여 저술을 써서 인용되는 자.
- 정통교리를(doctrina orthodoxa) 세운 자.
- 성스런 삶을(sanctitas vitae) 꾸린 자.
- 교회로부터 인정을 받은(approbatio ecclesiae) 자.

교부는 그들이 활동한 시대에 따라 크게 세 무리로 나누어 볼 수 있다. 그리고 이들이 활동한 혹은 출생한 지역에 따라 무슨 무슨 교부라고 부르기도 한다.
1. 사도들의 제자 혹은 그들의 가르침을 직접 들은 교부 (1세기 말 - 2세기초).
2. 니케아 공의회 이전의 교부 (2 - 3세기).
3. 니케아 공의회 이후의 교부 (4 - 8세기).

## 속사도 교부들

### 로마의 클레멘스
일부 교회사학자들은 로마교구의 클레멘스 주교를 신약성서의 필립비인들에게 보낸 편지(빌립보서)의 클레멘스로 보기도 한다.

### 안티오키아의 이그나티오스
2세기에 활동한 동방교회 교부. 이냐시오라고도 한다. 교회역사 최초로 보편교회(Catholic Church)라는 말을 쓴 것으로 알려져 있다. 순교자.

### 스미르나의 폴리카르포스
사도 요한의 제자로 알려진 교부.

## 같이 보기
- 기독교 변증학
- 성전 (신학)